# 塔拉萨 (希腊神话)

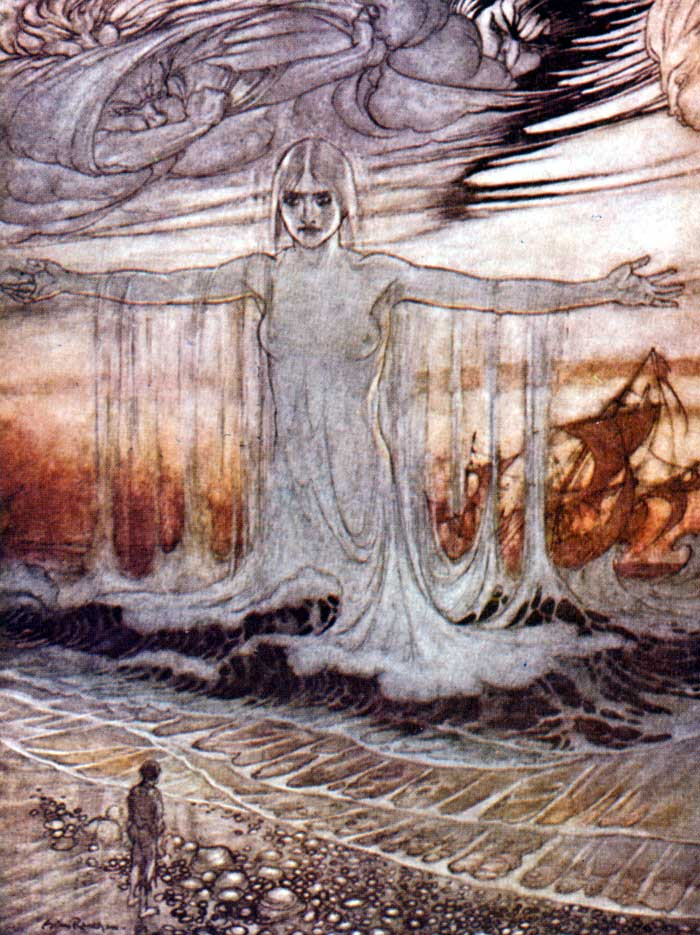
塔拉萨 在Aesop的“農民和大海”中為自己辯護

塔拉萨希腊神话中的一个女神。她的别名是塔拉塔（Θάλαττα）。
根据神话，塔拉萨是埃忒耳与赫墨拉的女儿。她被认为是海洋的化身。她可能是一个来源于前希腊时期的神祇（不属于印欧神话系统）。一些神话说她同宙斯（一说是乌剌诺斯）结合，生了阿佛罗狄忒；另一些神话则说她与蓬托斯结合，生了9个忒尔喀涅斯。

## 天文學術語
在天文学中，海卫四的名字得自于塔拉萨。

## 文學
拔勃利烏斯記錄了兩個相似的寓言。其中一個佩里索引（伊索寓言索引）中編號168，有一位農民目睹了沉船的事故，並指責海洋是“人類的敵人”。他認為海洋是女人的身材，她會把自己的動盪歸咎於風。否則，“我比你們那片乾燥的土地更溫柔。”另一方面，沉船中的倖存者亦指責海洋，並得到同樣的理由。但是風則認為“天生我就像土地一樣平靜和安全。”
在另一本寓言中，為佩里索引中編號412，河流向大海抱怨說，與她接觸後，它們的甜水變成了鹹淡的鹹水。大海答覆說，如果他們了解的多，就應該避免這種接觸。評論認為，這個故事可能應用於那些不恰當地批評某人的人，即使他們實際上在幫助他們。
公元2世紀，盧西安代表塔拉薩與河神進行對話，後者曾遭到對手希臘神靈的襲擊，他們在特洛伊戰爭期間抱怨他們的路線。在這種情況下，他痛得很厲害，請她撫慰傷口。